# Arctische lucht

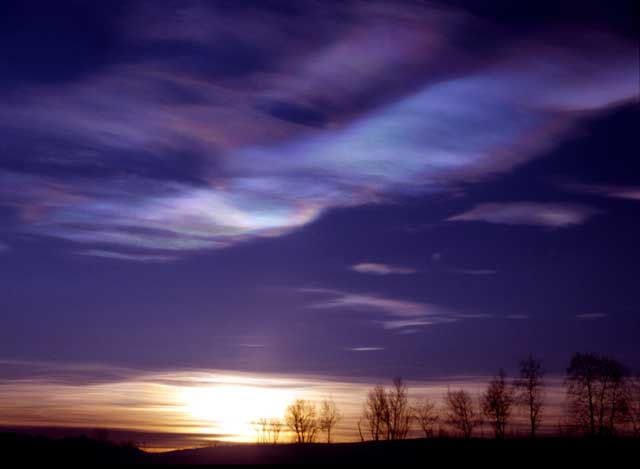
Parelmoerwolken in arctische lucht

Arctische lucht, afgekort AL, is een luchtmassa of luchtsoort, waarvan het brongebied in de poolstreken ligt. De begrenzing van de arctische lucht met de polaire lucht is het arctische front. Als de lucht een lange weg over zee aflegt, is er sprake van maritiem arctische lucht mAL. De lucht warmt hierbij onderweg op en neemt vocht op. Lucht die grotendeels over land wordt aangevoerd wordt continentaal arctisch cAL genoemd. Bij deze aanvoer kan het erg koud worden, maar is de kans op buien klein en is het vaak schraal, droog en helder weer. Zowel in arctische lucht als in continentaal polaire lucht komen tijdens de winter zware sneeuwstormen voor, in Noord-Amerika blizzards genoemd. In deze luchtsoort kunnen wel parelmoerwolken worden waargenomen.